# Staatsfeind Nr. 1
Staatsfeind Nr. 1 è il terzo album da solista del rapper berlinese Bushido. L'album è uscito il 4 novembre del 2005 attraverso la Label indipendente ersguterjunge ed è il secondo disco di Bushido pubblicato dopo la separazione con la Label indipendente Aggro Berlin.

## Contenuto
L'album contiene molte featuring tra le quali J.R. Writer, rapper statunitense.

## Produzione
Anche su questo disco, come già su Electro Ghetto, hanno contribuito molti produttori: Beatlefield, Bushido, Sti, Rizbo, Decay, e Kingsize.

## Successo e singoli
Il disco è arrivato al 4º posto nella Media Control Charts e per 18 settimane è riuscito a mantenersi sopra i Top 100 in Germania.
Dopo Electro Ghetto, anche Staatsfeind Nr. 1 è stato premiato con un disco d´oro per essersi venduto in Germania oltre 100.000 volte.
Il singoli estratti dal disco sono Endgegner (GER numero 13) e Augenblick (GER numero 17).

## Tracce
| #  | Titolo                   | Featuring            | Produttore  | Durata |
| -- | ------------------------ | -------------------- | ----------- | ------ |
| 1  | Intro                    |                      |             | 1:30   |
| 2  | Waffendealer             |                      | Sti         | 3:15   |
| 3  | Der Sandmann             | Chakuza e Baba Saad  |             | 3:55   |
| 4  | Die Stimme der Nation    | Godsilla             | Decay       | 3:02   |
| 5  | Untergrund               | Eko Fresh            | Beatlefield | 4:10   |
| 6  | Engel                    |                      | Bushido     | 3:19   |
| 7  | Ab 18                    | Baba Saad            | Beatlefield | 3:54   |
| 8  | Das Leben ist hart       |                      | Beatlefield | 4:17   |
| 9  | Harter Brocken           | J.R. Writer          | Kingsize    | 3:31   |
| 10 | Hymne der Straße         | Baba Saad            | Beatlefield | 3:44   |
| 11 | Staatsfeind Nr. 1        |                      | Beatlefield | 4:18   |
| 12 | Sieh in meine Augen      | D-Bo                 | Beatlefield | 4:19   |
| 13 | Augenblick               |                      | Sti         | 4:02   |
| 14 | Endgegner                |                      | Rizbo       | 3:42   |
| 15 | Bis wir uns wiedersehen  | Cassandra Steen      | Beatlefield | 3:12   |
| 16 | Wir regieren Deutschland | Billy 13 e Baba Saad | Decay       | 3:40   |
| 17 | Mein Leben lang          | Chakuza              | Beatlefield | 4:03   |
| 18 | Der Bösewicht            | Baba Saad            | Beatlefield | 3:08   |
| 19 | Outro                    |                      |             | 1:30   |